# Catedral de Nuestra Señora del Buen Pastor (Yibuti)
La Catedral de Nuestra Señora del Buen Pastor o simplemente Catedral de Yibuti (en Francés: Cathédrale Notre-Dame du Bon-Pasteur de Djibouti) es una iglesia construida en la segunda mitad del siglo XX, se trata de la principal iglesia católica de la diócesis de Yibuti en el país africano del mismo nombre.
La catedral fue construida en 1964 bajo el auspicio de Henri Hoffmann, Obispo de Yibuti, en el sitio donde estuvo la antigua iglesia Sainte-Jeanne-d'Arc, demolida debido a su estrechez, a lo largo del bulevar de la República.
Fue dedicada el 12 de enero de 1964 por su eminencia El cardenal Eugène Tisserant, decano del Colegio Cardenalicio.
Esta bajo el patrocinio de Nuestra Señora del Buen Pastor y allí reside el Obispo de Yibuti.
La arquitectura monolítica de la catedral pertenece al movimiento moderno. Tiene un diseño realizado por Joseph Müller, arquitecto de Colmar (Francia), y una realización del Sr. Calcagnile Bad Gastein (de Austria).